# Desteldonk
Desteldonk är en ort i Belgien.   Den ligger i provinsen Östflandern och regionen Flandern, i den nordvästra delen av landet, 50 km nordväst om huvudstaden Bryssel. Desteldonk ligger 5 meter över havet och antalet invånare är 897.
Terrängen runt Desteldonk är mycket platt. Runt Desteldonk är det tätbefolkat, med 369 invånare per kvadratkilometer.. Närmaste större samhälle är Gent, 9,4 km sydväst om Desteldonk. 
Omgivningarna runt Desteldonk är en mosaik av jordbruksmark och naturlig växtlighet.